# Busquilla
Busquilla is een geslacht van kreeftachtigen uit de klasse van de Malacostraca (hogere kreeftachtigen).

## Soorten
- Busquilla plantei Manning, 1978
- Busquilla quadraticauda (Fukuda, 1911)